# 通用产品代码
通用产品代码（英語：Universal Product Code、UPC code，缩写UPC或称UPC代码），是美国均匀码理事会制定的商品条码。在其基础之上发展起来的欧洲商品编码则已发展成为适用范围最广的通用条码。
主要在美国及加拿大使用。中国部分零售商的小票上也会标注UPC项，虽然实指欧洲商品编码。

## 历史
UPC是在IBM公司工程师諾曼·伍德蘭的环形码基础上诞生的。1966年，美国国家食物连锁协会（National Association of Food Chains，NAFC）要求研制加快货物验收速度的设备，国家收款机（National Cash Register，IBM公司的前身）在1967年开发出了用来替代伍德兰德牛眼码的新式同心圆环码。
1970年夏天，应国家食物连锁协会要求，Logicon公司开发出了食品工业统一码（Universal Grocery Products Identification Code，UGPIC），依據IBM乔治·劳雷尔設計方案。很快，美国超市Ad Hoc组织在Logicon公司建议下制造了UPC。美国均匀码理事会在1973年建立了UPC系统，并且实现了该码制标准化。UPC首先在杂货零售业中试用，1974年6月25日，俄亥俄州的Marsh超级市场安装了由NCR制造的第一台UPC扫描器。在使用UPC的27种商品中，第一个被收银员沙龙·布坎南（Sharon Buchanan）扫描的是标价69美分的十片装箭牌口香糖。在十年内，条码扫描器攻占了一半的美国超市。至1989年，达到全美食品店的62%。
1992年香港惠康超級市場（台灣稱為「頂好」）成為全港第一家使用UPC系統的超市，為客人提供更快更方便的付款服務。根據2004－2008年的報告，惠康超級市場的分店數目因而提升。

## 编码规则

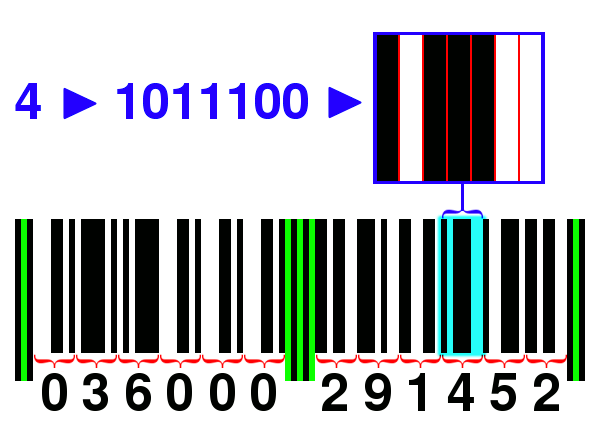
UPC

UPC只能用来表示0－9的数字。每7个模组表达一个字符，每个模组有空（白色）与条（黑色）两种状态。
UPC又分为UPC-A、B、C、D、E五种版本。

### UPC-A
用于通用商品，是适用范围最广的UPC。一共有113个模组，每个模组长0.33毫米。左右两个各由9个模组组成的空白。UPC-A是定长码，只能表示12位数字。从左至右，依次是3个模组（101）的起始码、1位的系统码、5位的左侧数据码、5个模组（01010）的中间码、5位的右侧数据码、检查码、3个模组（101）的终止码。其中，起始码、中间码、终止码的模组长度都要长于数据码。
- 对应法则：左侧数据码与右侧数据码的数值对应规则并不相同，左侧数据码含有奇数个模组，右侧数据码含有偶数个。黑色模组对应逻辑值为1，白色则为0。

|      | 左侧资料码 | 右侧资料码 |
| 数值 | 逻辑值     | 逻辑值     |
| 0    | 0001101    | 1110010    |
| 1    | 0011001    | 1100110    |
| 2    | 0010011    | 1101100    |
| 3    | 0111101    | 1000010    |
| 4    | 0100011    | 1011100    |
| 5    | 0110001    | 1001110    |
| 6    | 0101111    | 1010000    |
| 7    | 0111011    | 1000100    |
| 8    | 0110111    | 1001000    |
| 9    | 0001011    | 1110100    |

可以看出，左侧数据码是右侧数据码的反码。
以上图中的数字4为例：首先确定它是右侧数据码，然后读取出它的逻辑值：1011100。转换成条与空则是：细黑（1）、细白（0）、粗黑（111）、粗白（00）。
- 检查码：检查码为全部12位数据码最后一位。如果从左至右依次将数据码前十一位命名为N1－N11,检查码命名为C。则检查码C的计算方式如下：
  - CC=(N1+N3+N5+N7+N9+N11)×3 +(N2+N4+N6+N8+N10)，然后取个位；
  - C=10–CC（若C值为10，则取0）。

以图中条码为例，CC=(0+6+0+2+1+5)×3+(3+0+0+9+4)=58，C=2

### UPC-B/C/D
与UPC-A基本相同。其中：B码主要用于医药卫生；C码用于产业部门，第二位为系统码，倒数第二位为检查码；D码用于仓库批发，倒数第三位为检查码

### UPC-E
短码，总长度为8个字码。A码与E码之间数字的对应规则与最后一位检查码有关。如下:
| 检查码 | UPC-E  | UPC-A               |
| 0      | XXNNN0 | 0XX000-00NNN+检查码 |
| 1      | XXNNN1 | 0XX100-00NNN+检查码 |
| 2      | XXNNN2 | 0XX200-00NNN+检查码 |
| 3      | XXXNN3 | 0XXX00-000NN+检查码 |
| 4      | XXXXN4 | 0XXXX0-0000N+检查码 |
| 5      | XXXXX5 | 0XXXXX-00005+检查码 |
| 6      | XXXXX6 | 0XXXXX-00006+检查码 |
| 7      | XXXXX7 | 0XXXXX-00007+检查码 |
| 8      | XXXXX8 | 0XXXXX-00008+检查码 |
| 9      | XXXXX9 | 0XXXXX-00009+检查码 |

- 对应法则：至于数字与模组之间的对应关系，也与最后一位有关：

| 检查码 | 规则   |
| 0      | EEEOOO |
| 1      | EEOEOO |
| 2      | EEOOEO |
| 3      | EEOOOE |
| 4      | EOEEOO |
| 5      | EOOEEO |
| 6      | EOOOEE |
| 7      | EOEOEO |
| 8      | EOEOOE |
| 9      | EOOEOE |

E表示偶码，O表示奇码。UPC-E的奇码与UPC-A的奇码完全相同。
|      | 奇码    | 偶码    |
| 数值 | 逻辑值  | 逻辑值  |
| 0    | 0001101 | 0100111 |
| 1    | 0011001 | 0110011 |
| 2    | 0010011 | 0011011 |
| 3    | 0111101 | 0100001 |
| 4    | 0100011 | 0011101 |
| 5    | 0110001 | 0111001 |
| 6    | 0101111 | 0000101 |
| 7    | 0111011 | 0010001 |
| 8    | 0110111 | 0001001 |
| 9    | 0001011 | 0010111 |

- 检验码：计算UPC-E的检查码时，先将其转换为对应的UPC-A，然后按照一样的模式计算出检查码即可。